# Luc Winants
Luc Winants (* 1. Januar 1963 in Watermael-Boitsfort bei Brüssel; † 7. Februar 2023) war ein belgischer Schachspieler.

## Leben
Luc Winants war der Sohn von Henri Winants (1929–2014), der 1975 zusammen mit Johan Goormachtigh und José Tonoli die belgische Schacheinzelmeisterschaft gewann.

## Erfolge
Im Jahre 1986 wurde Winants Internationaler Meister der FIDE. Die Normen hierfür erzielte er bei der Schacholympiade 1984 in Thessaloniki, in Ostende und bei der belgischen Einzelmeisterschaft 1986. Großmeister wurde er 1998 nach Normen in Ostende, Wijk aan Zee (Hoogovens-B-Turnier) und Barcelona. Von seiner eigenen Ernennung zum Großmeister bis zu Bart Michiels’ Titelverleihung im April 2014 war Winants der einzige lebende Großmeister, der in Belgien geboren wurde. In Belgien war er bekannt für das Damenbauernspiel 1. d4 d5 2. Lf4.
Im Jahre 1986 wurde er in Anderlecht mit einem Ergebnis von 10 aus 12 belgischer Einzelmeister. Er nahm mit der belgischen Nationalmannschaft an acht Schacholympiaden teil (1984 am ersten Reservebrett, 1986, 1988, 2002, 2004 und 2006 am Spitzenbrett, 2012 am zweiten Brett und 2014 erneut am ersten Brett). Bei seiner ersten Teilnahme an einer Schacholympiade 1984 in Thessaloniki blieb er ebenso ungeschlagen wie 2004 in Calvià. Dies war erst das zweite Mal, dass das erste Brett der belgischen Nationalmannschaft bei einer Schacholympiade keine Partie verlor nach Albéric O’Kelly de Galway bei der Schacholympiade 1956 in Moskau. Mit Belgien nahm Winants außerdem an den Mannschaftseuropameisterschaften 1989 und 2007 teil.
Weitere Turniererfolge:
- Dordrecht 1988: 2.–4. Platz
- Barcelona Vulca 1991: 1. Platz

Mit dem Slough Chess Club gewann er in der Saison 1998/99 die britische Four Nations Chess League (4NCL). In Luxemburg spielt er für den C.E. Le Cavalier Differdange, in Belgien früher für Anderlecht, mit denen er 1986 das Halbfinale im European Club Cup erreichte, vor 2001 für den KSK Rochade Eupen-Kelmis, mit dem er dreimal am European Club Cup teilnahm, dann bis 2006 für Cercle Royal de Liege, mit denen er ebenfalls dreimal am European Club Cup teilnahm, von 2006 bis 2008 für Cercle des Echecs de Charleroi, von 2008 bis 2010 und erneut von 2012 bis 2016 für die Schachfreunde Wirtzfeld (mit denen er 2009 und 2013 die belgische Mannschaftsmeisterschaft gewann, wobei er in der Saison 2008/09 gleichzeitig mit 7,5 Punkten aus 9 Partien das beste Einzelergebnis der Liga erreichte, und am European Club Cup 2013 teilnahm), von 2010 bis 2012 für Ans, mit denen er 2011 am European Club Cup teilnahm und in der Saison 2018/19 für den Club d’échecs de Watermael-Boitsfort. In den Niederlanden spielte Winants jahrzehntelang für Rotterdam und seit der Saison 2013/14 für En Passant Bunschoten-Spakenburg. In seiner ersten Saison bei Bunschoten-Spakenburg gewann er die niederländische Mannschaftsmeisterschaft. In Frankreich spielte er für L’Echiquier Cappellois aus Cappelle la Grande und in Deutschland für den SC Bann.
Seine letzte  Elo-Zahl betrug 2512, er war damit zum Zeitpunkt seines Todes Fünfter der belgischen Elo-Rangliste, die Winants noch 2016 angeführt hatte. Im November 2015 erreichte er seine höchste Elo-Zahl von 2571.